# Parafia Przemienienia Pańskiego w Galewie
Parafia Przemienienia Pańskiego i św. Walentego w Galewie – rzymskokatolicka parafia położona we wschodniej części powiatu tureckiego, swoim zasięgiem obejmuje wschodnią część gminy Brudzew oraz północną gminy Turek. Administracyjnie należy do diecezji włocławskiej (dekanat turecki). 
W skład parafii wchodzą następujące miejscowości: Galew, Bogdałów, Bratuszyn, Chrząblice, Dzierżązna, Izabelin, Józefów, Kalinowa, Marulewek oraz Wincentów.
W roku 2013 Parafia została podniesiona do rangi Sanktuarium.

## Kapelani galewskiego kościoła i proboszczowie parafii Galew
Na początku istnienia kościoła w Galewie pracowali w nim kapelani utrzymywani przez miejscowych dziedziców, rodzinę Przechadzkich. Pierwszym kapelanem, którego pracę w Galewie potwierdzają źródła pisane, był ks. Bartłomiej Pryliński, pracujący w Galewie w 1848 roku. W tymże też roku Konsystorz Generalny Kaliski zgodził się na odprawianie mszy świętych w niektóre uroczystości kościelne. 22 grudnia 1848 roku ten sam urząd przydzielił do Galewa nowego kapelana, ks. Stefana Bartoszko.
W 1851 roku, z powodu braku księży diecezjalnych, pracę w galewskim kościele rozpoczął gwardian z klasztoru oo. Bernardynów ze Złoczewa, o. Marcelin Hawetkiewicz, który przez okres swej pracy sporządził m.in. spis inwentarza kościelnego. Później pracował tutaj o. Jan Broska, a od 1852 roku kapłan diecezjalny, ks. Andrzej Jabłoński. Po jego śmierci w 1861 roku wdowa po Wincentym Przechadzkim powierzyła kościół w opiekę proboszczowi brudzewskiemu, ks. Antoniemu Laudowiczowi.
Parafia w Galewie istnieje od 1920 roku. Pierwszym jej proboszczem został ks. Feliks Kąkolewski.
| Nazwisko proboszcza       | Lata, w których pełnił służbę w Galewie |
| ------------------------- | --------------------------------------- |
| ks. Feliks Kąkolewski     | 1920–1923                               |
| ks. Piotr Borycki         | 1923–1924                               |
| ks. Bolesław Kręcicki     | 1924–1931                               |
| ks. Władysław Zabłocki    | 1931–1939                               |
| ks. Zygmunt Baliński      | 1945–1947                               |
| ks. Stefan Kwiatkowski    | 1947–1948                               |
| ks. Feliks Rżysko         | 1948–1949                               |
| ks. Wacław Liśkiewicz     | 1949–1950                               |
| ks. Leon Kaczyński        | 1951–1952                               |
| ks. Szczepan Ostojewski   | 1952–1967                               |
| ks. Czesław Żurmanowicz   | 1967–1971                               |
| ks. Stanisław Gołębiewski | 1971–2010                               |
| ks. Jacek Buda            | 2010-                                   |

## Cmentarz parafialny
W opisie kościoła z 1851 roku zawarta jest wzmianka o cmentarzu przykościelnym, na którym stała dzwonnica. Nie było jeszcze wówczas osobnego miejsca na pochówek, gdyż nie było utworzonej parafii. Ludzi grzebano na cmentarzu parafialnym w Brudzewie. Z powodu braku materiału źródłowego, nie można ustalić daty założenia cmentarza, wydzielonego miejsca na pochówek poza obrębem cmentarza kościelnego.
Ze spisu inwentarza parafii Galew, jakiego w roku 1924 dokonał ks. Piotr Borycki, ówczesny proboszcz, dowiadujemy się, że wtedy istniał już cmentarz parafialny. Ogrodzony został on murem z cegły, staraniem proboszcza ks. Bolesława Kręcickiego w roku 1930. Cmentarz zajmował powierzchnię 0,69 ha i był podzielony na pięć kwater.
Powierzchnia obecnego cmentarza grzebalnego wynosi 1,5 ha. Rozdzielony jest, jak dawniej, na pięć kwater. Aleje cmentarza o twardej nawierzchni (wyłożone kostką brukową) obsadzone są ozdobnymi krzewami. Cmentarz ogrodzony jest parkanem z cegły, a od frontu płotem wykonanym z metalowych prętów.